# デブラリー・スコット
デブラリー・スコット（Debralee Scott,  1953年4月2日 - 2005年4月5日）は、アメリカ合衆国の女優である。

## 来歴
1953年、ニュージャージー州・エリザベスに生まれる。1971年にクリント・イーストウッド主演の『ダーティハリー』でノークレジットながら映画デビュー。その後もジョージ・ルーカス監督の『アメリカン・グラフィティ』などへ出演し、1976年からテレビドラマシリーズ『メアリー・ハートマン、メアリー・ハートマン』のレギュラーキャストとして出演して女優としての地位を確立。同シリーズではメインキャストのキャシー役を演じて、325エピソードへ出演した。それ以降もテレビドラマや映画など主にコメディ作品へ出演して、キャリアを積んだ。1984年にはスティーヴ・グッテンバーグ主演のコメディ・シリーズ『ポリス・アカデミー』へ出演。第1作目ではブルース・マーラー演じる夫が警察学校へ入学しようとするのを必死に止めようとする妻を演じ、第3作目では自身が警察学校へ入学するという設定をコミカルに演じた。

### 私生活
婚約相手だったジョン・デニス・レヴィは、ニューヨーク州とニュージャージー州で警察官をしていたが、2001年9月11日に発生したアメリカ同時多発テロ事件で犠牲となった。

### 死去
2005年、フロリダ州にある親族の家で肝硬変による昏睡状態となり、数日後睡眠中に永眠。52歳だった。

## 出演作品

### 映画
- ダーティハリー Dirty Harry (1971) ※ノークレジット
- バタフライはフリー Butterflies Are Free (1972) ※ノークレジット
- アメリカン・グラフィティ American Graffiti (1973)
- Lisa, Bright and Dark (1973) ※テレビ映画
- A Summer Without Boys (1973) ※テレビ映画
- さらばハイスクール Our Time (1974)
- ベトナム戦争の勲章 ブルーダの優雅な生活 The Crazy World of Julius Vrooder (1974)
- リーインカーネーション The Reincarnation of Peter Proud (1975)
- 愛しい貴方 Just Tell Me You Love Me (1978)
- Death Moon (1978)
- Hot T-Shirts (1980)
- パンデモニウム Pandemonium (1980)
- ポリス・アカデミー Police Academy (1984)
- ポリスアカデミー3 全員再訓練! Police Academy 3: Back in Training (1986)
- Misplaced (1989)

### テレビドラマ
- Sons and Daughters (1974)
- Insight (1975)
- Welcome Back, Kotter (1975, 1978)
- Gibbsville (1976)
- メアリー・ハートマン、メアリー・ハートマン Mary Hartman, Mary Hartman (1976 - 1977)
- Forever Fernwood (1977)
- ラブ・ボート The Love Boat (1978)
- Ryan's Hope (1979)
- Angie (1979, 1980)